# Angelika Leppin

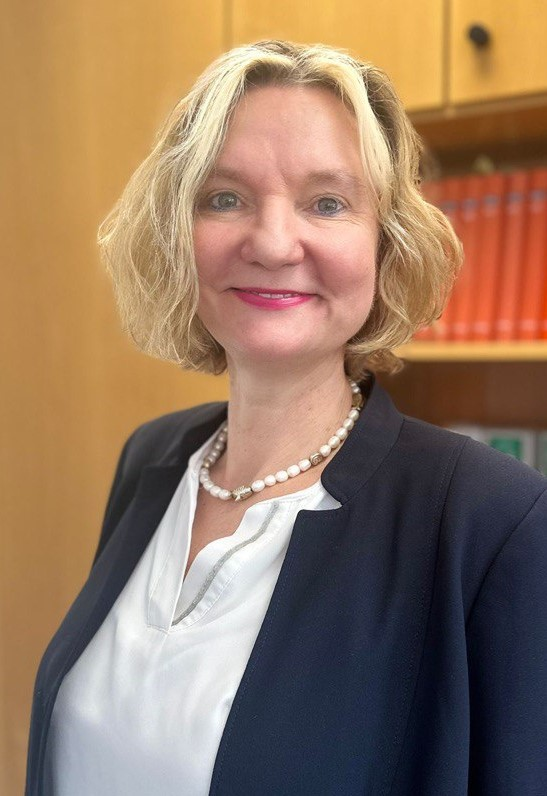
Angelika Leppin (2024)

Angelika Leppin (* 1968 in Bad Oldesloe) ist eine deutsche Juristin, Rechtsanwältin und Hochschullehrerin.

## Biografie
Angelika Leppin studierte Rechtswissenschaften an der Universität Passau. Nach ihrem Rechtsreferendariat in Schleswig-Holstein erhielt sie 1998 die Zulassung als Anwältin. Heute arbeitet Leppin in Kiel als Rechtsanwältin und Fachanwältin für Verwaltungsrecht und ist seit 2005 Honorarprofessorin an der Fachhochschule Kiel.
Leppin hat zahlreiche Fachartikel im Bereich des öffentlichen Rechts veröffentlicht. Leppin vertritt Gemeinden und Kreise in wichtigen Grundsatzfragen vor dem Schleswig-Holsteinischen Oberverwaltungsgericht und dem Bundesverwaltungsgericht.

## Ehrenämter
- Honorarprofessorin für öffentliches Recht an der Fachhochschule Kiel[6]
- Mitglied des Vorstandes des Landesverbandes Schleswig-Holstein der Arbeitsgemeinschaft Verwaltungsrecht des Deutschen AnwaltVereins
- Mitglied im Eintragungsausschuss der Architekten und Ingenieurkammer Kiel (bis 2021)
- Mitglied des Ausschusses Umweltrecht des Deutschen AnwaltVereins (bis 2022)

## Veröffentlichungen
- Neues Urteil des BGH: Hartung der Gemeinde wegen rechtswidrig erteilten Einvernehmens. Ein Paukenschlag – allerdings mit Ausnahmen (zus. mit Jannes-Emile Kenner), Die Gemeinde 2022, S. 158
- Kommentierung der § 63 (Mitwirkungsrechte), § 64 (Rechtsbehelfe), § 74 (Übergangs- und Überleitungsregelungen), in: Lütkes / Ewer (Hrsg.), BNatSchG, 2. Aufl. 2018
- Windkraft-Steuerung durch Bauleitpläne und städtebauliche Verträge, Die Gemeinde 2013, S. 107 • 6.10.2011, Vortrag im Rahmen des Workshops „Repowering von Windenergieanlagen“ in der Lübecker Musik- und Kongresshalle, Willy-Brandt-Allee 10, 23554 Lübeck
- Kommentierung der § 63 (Mitwirkungsrechte), § 64 (Rechtsbehelfe), § 74 (Übergangs- und Überleitungsregelungen), in: Lütkes / Ewer (Hrsg.), BNatSchG, 2011
- Biomasseanlagen im Außenbereich – Wie viel Landwirtschaft muss sein und andere aktuellen Rechtsfragen, Die Gemeinde 2008, S. 181 ff.
- Schadensersatz wegen Nichtbeförderung und Inzidentkontrolle dienstlicher Beurteilungen vor dem Hintergrund aktueller Rechtsprechung, NVwZ 2007, S. 1241.
- Rex beißt Fiffi – oder der Hund als „Tier“ im Sinne des § 3 Abs. 3 Nr. 4 Gefahrhundegesetz, Die Gemeinde 2007, S. 220
- Risiken und typische Fehler bei der Ausübung des Vorkaufsrechts gern. §§ 24 ff. BauGB (zus. mit Marcus Arndt), Die Gemeinde 2007, S. 70
- Zu den Auswirkungen der Neuregelung des § 34 Abs. 3 BauGB, Stichwort: Zulässigkeit großflächigen Einzelhandels – vor allem im unbeplanten Innenbereich nach § 34 Abs. 1 BauGB – nach dem Europarechtsanpassungsgesetz (EAG-Bau), Die Gemeinde 2004, S. 180
- Ansiedlung großflächiger Einzelhandelsbetriebe in der Peripherie – Abwehrmöglichkeiten betroffener Nachbargemeinden (zus. mit Wolfgang Ewer), Die Gemeinde 2003, S. 140
- Rechtsprobleme bei der Umstrukturierung deutscher Bahnhöfe vor dem Hintergrund der gemeindlichen Planungshoheit, des Fachplanungsrechts sowie des öffentlichen Sachenrechts, in: Paul Kirchhof, Edzard Schmidt-Jorzig, Rainer Wahl (Hrsg.), Verfassungs- und Verwaltungsrecht unter dem Grundgesetz, Band 29, Peter Lang Europäischer Verlag der Wissenschaft, Frankfurt am Main 2003
- Schulentwicklungspläne, Rechtsnatur und Justitiabilität, NordöR 1999, S. 90–93